# Устинов, Виктор (легкоатлет)
Виктор Устинов (узб. Viktor Ustinov, 20 июня 1974) — узбекистанский легкоатлет, выступающий в метании молота. Участвовал в летних Олимпийских играх 2000 года. Бронзовый призёр чемпионата Азии 2002 года.

## Биография
Виктор Устинов родился 20 июня 1974 года.
Занимался метанием молота под руководством известного в Узбекистане тренера Андрея Ларина. Первые победы одержал на школьном уровне. В 2003 и 2005 годах выигрывал чемпионат Узбекистана, неоднократно побеждал в других республиканских турнирах.
Окончил Узбекский государственный институт физкультуры в Ташкенте.
В 2000 году вошёл в состав сборной Узбекистана на летних Олимпийских играх в Сиднее. В квалификационной группе занял последнее, 22-е место — в единственной удачной среди трёх попыток он метнул молот на 60,60 метра и уступил более 16 метров худшему из попавших в финал — Александросу Пападимитриу из Греции (76,61).
В 2002 году завоевал бронзовую медаль на чемпионате Азии по лёгкой атлетике, который проходил в Коломбо. Устинов метнул молот на 69,25 метра, уступив только двум соперникам из Японии — рекордсмену Азии Кодзи Мурофуси (80,45) и Хироаки Дои (70,27).
В том же году выступал за сборную Узбекистана на летних Азиатских играх в Пусане, где занял 4-е место (65,73).
В 2003 году занял 5-е место на чемпионате Азии по лёгкой атлетике, проходившем в Маниле (66,51).
Недостаточно успешные выступления Устинова на международных соревнованиях связывали с недостаточным количество стартов, в которых он бы сталкивался с жёсткой конкуренцией.
После завершения спортивной карьеры в 2010 году стал тренером по метанию молота. Работает в Узбекистане.

## Личный рекорд
- Метание молота — 75,77 (10 июня 2004, Ташкент)[3]